# Ulvøysund
Ulvøysund – wieś i awanport w gminie Lillesand, w okręgu Agder, w Norwegii. Wieś leży na wschód od fiordu Kvåsefjorden, na wyspie Ulvøya. Na północny wschód od Ulvøysund znajduje się wejście na śródlądowy szlak wodny Blindleia, który prowadzi do miasta Lillesand . Wieś połączona jest z lądem drogą. Niedaleko znajduje się wieś Ribe, położona około 2 km na północ od Ulvøysund. Wieś historycznie pełniła funkcję awanportu dla dużych statków płynących wzdłuż wybrzeża cieśniny Skagerrak, które nie mogły przedostać się przez archipelag w głąb lądu.

## Historia
Najstarszym śladem obecności człowieka w Ulvøysund jest stary wrak statku, który rozbił się przy podejściu do fiordu Kvåsefjorden. W 2011 roku to znalezisko zostało poddane badaniom archeologicznym przez Norweskie Muzeum Morskie, a datowanie radiowęglowego znalezionego w nim fragmentu poroża renifera wykazało pochodzenie z lat 1020–1030.
W średniowieczu Ulvøysund był już stale zamieszkiwany. W XIV wieku biskup z Bergen napisał list (który zachował się do dziś), w którym przyznał, że utknął w Ulvøysund z powodu złej pogody. Róża wiatrów wyrzeźbiona w skale na wyspie Ulvøya pochodzi prawdopodobnie z XV wieku. Awanport w tej wsi twymieniony jest na holenderskich mapach z XVI wieku pod nazwą Wolfsondt. Najstarszy dom w Ulvøysund dalej istnieje, a obecnie jest wynajmowany turystom. Najstarsze części tego domu pochodzą prawdopodobnie z XVII wieku.  